# Баринго (графство)
Графство Баринго — одне із 47 графств Кенії. Розташоване в колишній провінції Рифт-Валлі. Адміністративний центр графства та найбільше місто — Кабарнет. У графстві є однойменне озеро Баринго.

## Географічне положення
Баринго межує з графством Туркана та графством Вест-Покот на півночі, графством Самбуру та графством Лаїкіпія на сході, графством Накуру та графством Керичо на півдні, графством Уасін Гішу на південному заході та графством Елгейо-Мараквет на заході. Займає площу 8 655 кв. км. Графство Баринго розташоване між широтами 00 градусів 13" на південь і 1 градус 40" на північ і довготи 35 градусів 36" та 36" градусів 30" на схід.

## Демографія
Населення округу складає 666 763 осіб (перепис населення 2019 року). 

## Релігія та етноси
У графстві мешкають тугени, лембуси, покоти і нджемпси, є також племені турканасів, кікуюсів, нумбійців та кісіанців. Значна популяція нубійців знаходиться в Елдама Равін. Християнство — найбільш сповідувана релігія в графстві, хоча традиційно люди Баринго вірили в бога Асіса, якого зображено сонцем. До відомих християнських конфесій у графстві належать Англіканська церква Кенії (АЦК), Африканська внутрішня церква (АВЦ) та римо-католицька церква .

## Уряд округу
Губернатор графства — Стенлі Кіптіс, його заступник — Якоб Куру Чепквоні. Сенатором є Гедеон Мой, тоді як Жінка графства — Гладвелл Тунго. Виконавчий комітет округу складається з:
| Член ЦВК                | Докет                                                        |
| ----------------------- | ------------------------------------------------------------ |
| Скола Джепкесей Кімелій | Індустріалізація, комерційний туризм та розвиток підприємств |
| Ліліан Садалла          | Земля, житло та містобудування                               |
| Едвін Ріамангура        | Молодь, стать, праця та соціальні послуги                    |
| Йов Кібей Томно         | Вода та зрошення                                             |
| Каролайн Лентупуру      | Навколишнє середовище та природні ресурси                    |
| Філімон Роно            | Транспорт та інфраструктура                                  |
| Емілі Кібет             | Освіта                                                       |
| Луках Ротич             | Сільське господарство, тваринництво та рибне господарство    |

## Економіка
Економіка графства в основному ґрунтується на агропромисловому комплексі. Основними харчовими культурами є кукурудза, голубиний горох, квасоля, ірландська картопля, солодка картопля, сорго, маніока та пальцеве просо, з цінних культур — кава, бавовна, макадамія та піретрум. До продукції свійського походження належать мед, яловичина, баранина, а також шкури. Однак, ці продукти мало ціняться.

## Урбанізація
Основними містами графства є Кабарнет, Елдама Равін, Марігат, Моготіо, Кабартонджо та Чемолінгот.

## Туризм та дика природа
До основних визначних пам'яток належать:
- Озеро Богорія та гарячі точки Капедо
- Заповідник дичини «Озеро Богорія» — це рідкісні кудуси, антилопи, зебри, леопарди, гепарди, гієни, мангусти, мавпи, бабуїни та шакали. На березі озера Богорія понад два мільйони менше фламінго та 350 видів птахів.

- Озеро Баринго
- Зміїний парк озера Баринго має багато видів змій, таких як чорна мамба, гадюка шумлива, бумсланг і плюющаяся кобра, є варани, крокодили та черепахи.
- Озеро Камнарок
- Національний музей Кабарне та Музей громади Кіпсарамана
- Консервація Руко

Основними туристичними готелями в окрузі є:
- Готель та спа-курорт Lake Bogoria
- Готель Kabarnet, Кабарнет
- Sinkoro Hotel Ltd, Кабарнет
- Ложа Soi Safari
- Готель Sportsline, Кабарнет
- Ресторан Taidy's, Елдама Равін
- Готель Kibelion, Емінінг

## Освіта
У місті Кабарне розміщується ряд університетських містечок, включаючи університети: Університет Маунт-Кенії, Університет Егертона та Університет Кісії.
Середні школи включають середню школу Кабарне, середню школу Баринго, середню школу Капропіта і середню школу Кітуро, дівчачу школу Табагону, дівчачу школу Пемваю, хлопчачу школу Тенеджесу

## Здоров'я
Kabarnet County Referral Hospital — найбільша державна лікарня в графстві.

## Транспорт та інфраструктура
Адміністративний центр графства пов'язаний з Накуру та Ельдоретом дорогами класу С, які підпадають під управління Кенійського національного управління автомобільних доріг (KENHA).
У січні 2016 року Fly-SAX розпочав двічі на тиждень рейси між аеропортом Лейк Баринго і аеропортом Найробі-Вілсон, ставши першою авіакомпанією, яка обслуговує аеропорт.

## Виборчі округи
У графстві є шість виборчих округів: Центральний Баринго, Південний Баринго, Північний Баринго, Елдама, Моготіо і Тіаті.

## Села та селища
- Баратавба
- Бартолімо
- Барвеса
- Чеберен
- Чемогоч
- Чемоїгут
- Чемосусу
- Чепкесін
- Еменінг
- Кабімої
- Каблук
- Kamar
- Камабуйон
- Кампі-Я-Самакі
- Капчепкор
- Капкалелва
- Капкіам
- Каплук
- Капшон
- Каптурво
- Касісіт
- Кімнаї
- Кімнгором
- Кімносе
- Кінях
- Кіпчерере
- Кіртагіх
- Коллоа
- Лангарва
- Логумукум
- Лоїмінанге
- Лорвок
- Маджі Мото
- Мугурін
- Мукутан
- Ноїве
- Носугуро
- Ньялілпуч
- Сібілло
- Сорок
- Тенегес